# سنغراه (أمجز)
سنغراه (بالفارسية: سنگراه) هي منطقة سكنية تقع في إيران في قسم أمجز الريفي. يقدر عدد سكانها بـ 0 نسمة بحسب إحصاء 2016.